# 小松國男
小松 國男（こまつ くにお、1929年1月3日 - ）は、日本の官僚、経営者。

## 経歴
長野県出身。1952年に東京大学法学部政治学科を卒業し、同年に通商産業省に入省。
通商局、重工業局、大臣官房、企業局、内閣法制局、ジェトロニューヨークセンター、機械情報産業局電子政策課長、産業政策局総務課長、中小企業庁計画部長、大臣官房審議官、日銀政策委員（経済企画庁代表）、基礎産業局長などを経て、1981年6月に資源エネルギー庁長官に就任し、1982年10月に通商産業審議官に就任。1984年6月に日本長期信用銀行顧問を経て、1986年6月に日商岩井副会長に就任し、1990年6月には副会長に就任。1991年8月から1998年6月までに石油公団総裁を務めた。
2008年4月に瑞宝重光章を受章。